# Dalmeny (Australie)

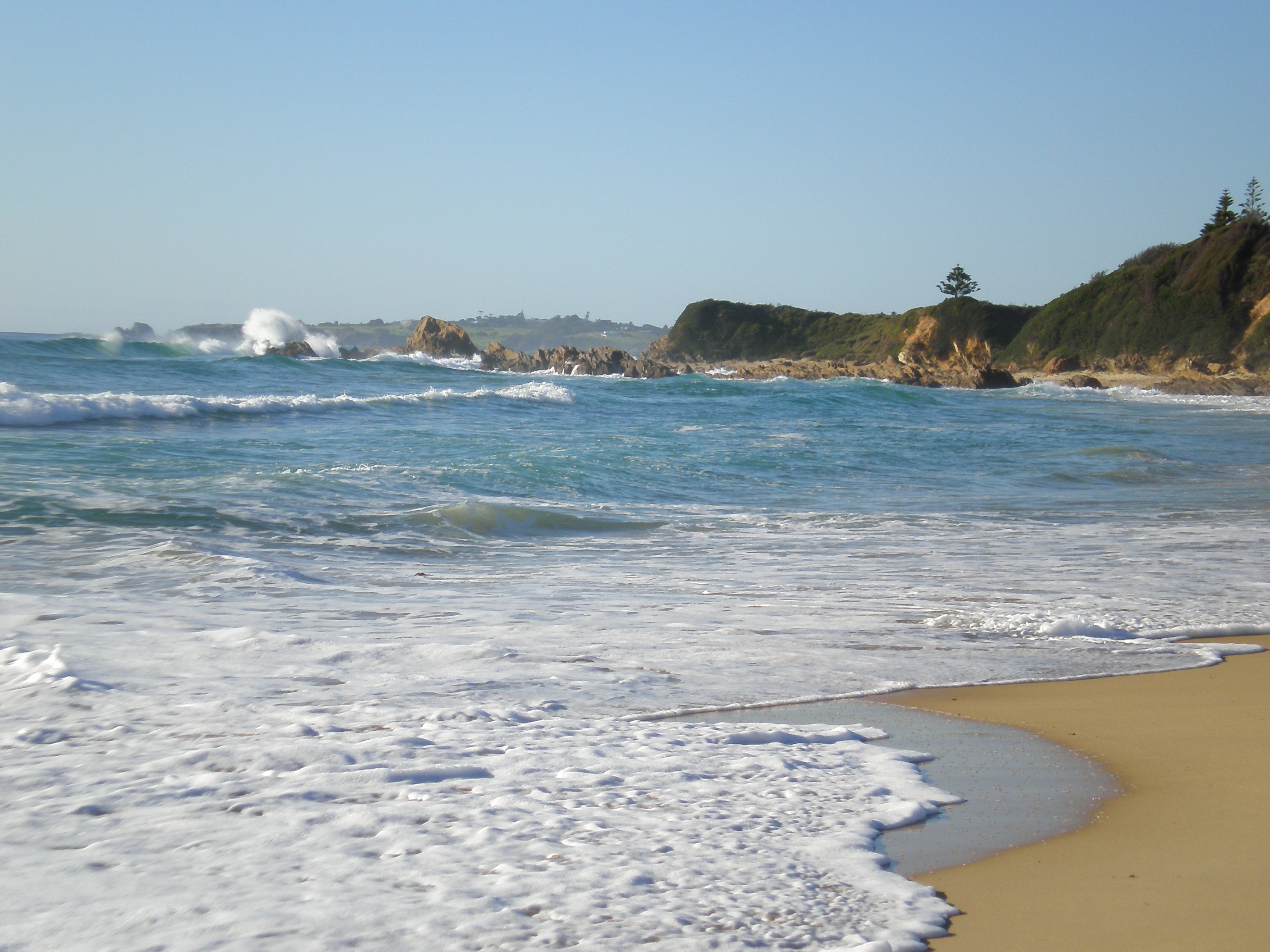
La plage Yabbarra à Dalmeny.

Dalmeny (1 928 habitants) est un village côtier de la Nouvelle-Galles du Sud, en Australie à 270 km au sud de Sydney.